# Tumanskij RD-9
Il Tumanskij RD-9 (in cirillico Туманский РД-9), precedentemente denominato Mikulin AM-9 (Микулин АМ-9), era un motore aeronautico turbogetto di produzione sovietica progettato negli anni cinquanta dall'ufficio tecnico (OKB) affidato ad Aleksandr Aleksandrovich Mikulin (Александр Александрович Микулин), Sergej Konstantinovič Tumanskij (Сергей Константинович Туманский), e B.S. Stechkin.
Al contrario dei precedenti, sviluppo dei motori requisiti ai tedeschi alla fine della seconda guerra mondiale o concessi dai britannici come viatico di buoni rapporti, l'RD-9, sviluppo del precedente Mikulin AM-5, è stato il primo turbogetto di concezione interamente sovietica. Il motore, dotato di compressore assiale, era stato inizialmente concepito senza postbruciatore, e nella versione definitiva del prototipo provata in volo nel 1953 era accreditato di 5 732 lbf di spinta.
Quando Tumanskij rilevò Mikulin alla direzione dell'OKB nel 1956 il propulsore venne definitivamente denominato RD-9.
Pur essendo stato concepito per uso militare, negli anni 1958 e 1959 la versione RD-9B venne utilizzata per motorizzare un prototipo del Baade 152, primo aereo di linea a getto realizzato in Germania (l'allora Germania Est), progetto ambizioso che non vide però l'avvio alla produzione di serie.

## Versioni
- RD-9A e RD-9AK, versioni senza postbruciatore destinate a motorizzare gli Yakovlev Yak-25 e Yak-26.
- RD-9AF-300 e RD-9AF2-300, versioni dotate di postbruciatore destinate agli Yakovlev Yak-27 e Yak-28.
- RD-9B, versione dotata di postbruciatore e destinata alle versioni iniziali del MiG-19
- RD-9BF-811, evoluzione della precedente versione e destinata alle ultime versioni dei MiG-19

## Velivoli utilizzatori
Unione Sovietica
- Yakovlev Yak-25
- Yakovlev Yak-26
- Yakovlev Yak-27
- Yakovlev Yak-28
- Mikoyan-Gurevich MiG-19